# Râul Farim
Râul Farim (cunoscut și sub denumirea de Cacheu) este un curs de apă în Guineea-Bissau. Izvorăște din partea de nord a țării, străbate o distanță de 257 km până la vărsarea sa printr-un estuar în Oceanul Atlantic. Este navigabil pentru vase mari (de peste 2000 t) pe o distanță de 97 km, iar pentru vasele mici un pic mai departe (până în dreptul orașului Farim).